# ORP Mewa (1935)
Pour les autres navires du même nom, voir ORP Mewa.
L'ORP Mewa (en français : Mouette) était l’un des dragueurs de mines polonais de classe Jaskółka (familièrement connu sous le nom d'« oiseaux »). Il était le deuxième des trois navires de la marine polonaise à porter ce nom. Après la Seconde Guerre mondiale, il a continué à servir dans la marine polonaise, à partir de 1949 en tant que garde-côtes D-46.

## Historique
Le navire est construit dans le chantier naval de la marine polonaise à Gdynia. La pose de la quille a lieu en 1933, et le lancement le 10 janvier 1935. Le drapeau polonais est hissé le 25 octobre 1935. Initialement, il portait la marque latérale « M » sur sa coque. Durant la période du 9 juillet au 25 août 1939, le navire était commandé par le capitaine Tadeusz Rutkowski.

### Seconde Guerre mondiale
Le navire a participé à la campagne de septembre 1939 dans le cadre de l’escadrille de guerre des mines, commandé par le capitaine Wacław Lipkowski. Au cours de l’opération Rurka, le 1er septembre 1939, avec les autres dragueurs de mines de l’escadrille, il a participé à repousser un raid massif de bombardiers allemands près de Hel. Une bombe aérienne lourde a explosé à quelques mètres du côté tribord du Mewa, causant des dégâts, y compris une défaillance du gouvernail. Neuf marins ont été tués, huit d’entre eux ont été blessés, le pont a été inondé de sang. Le navire à la dérive a ensuite été remorqué jusqu’à Hel par le dragueur de mines ORP Rybitwa, son navire-jumeau. Comme les réparations étaient difficiles, le navire a été désarmé. Le 3 septembre 1939, lors du raid sur le port de Hel, le Mewa endommagé a été coulé par des bombes, avec le destroyer ORP Wicher et le mouilleur de mines ORP Gryf.
Après la capitulation de Hel, le navire a été fouillé et réparé par les Allemands. Par la suite, le Mewa a été incorporé dans la Kriegsmarine allemande sous le nom de Putzig, avec un armement de 2 canons de 20 mm. En 1940, il a été reconstruit en un navire auxiliaire (Torpedofangboot) avec la désignation de TFA 7 (selon d’autres sources, TFA 9). 

### Après-guerre
Le navire a survécu à la guerre. Avec trois autres anciens dragueurs de mines polonais (les ORP Czajka, ORP Żuraw et ORP Rybitwa) il est devenu membre de l’équipe de réserve du service allemand de dragueurs de mines. Ces navires ont ensuite été retrouvés à Travemünde et récupérés par les autorités polonaises. Le 25 janvier 1946, alors qu’il était encore à Travemünde, le navire a de nouveau hissé le drapeau polonais et a été rebaptisé ORP Mewa.
Après son armement et son équipement, combinés à des réparations à Kiel, le Mewa et d’autres dragueurs de mines sont retournés le 12 mars 1946 à Gdynia, où ils ont été incorporés dans la flottille de dragueurs de mines, formant la 1ere escadrille. À ce moment-là, le navire portait la marque latérale « MW ». Après des réparations en 1947, le navire a servi à partir du 1er juin 1947 dans la force côtière de Szczecin, draguant la côte ouest de ses mines.
En juillet 1949, à l’occasion de la dissolution de la force côtière de Szczecin, le Mewa a été transféré à Gdynia et reconstruit en garde-côtes sous la désignation de D-46. Il est incorporé dans la 2e escadrille de patrouilleurs. À cette époque, l’équipement de dragage a été retiré. Après la rénovation en 1951, l’armement du navire a aussi été modifié. En 1955, le D-46 fait partie de l’escadrille de garde-côtes et de chasseurs de sous-marins à Gdynia, formant avec d’autres navires de ce type le I Grupę Poszukiwawczo-Uderzeniową. En 1960, sa marque tactique a été changée en « 326 ». À partir de janvier 1961, les garde-côtes de ce type ont été transférés à Świnoujście en tant que groupe distinct de garde-côtes. En 1961, le navire a pris la deuxième place dans la compétition pour le meilleur navire de la Marine dans le groupe des navires du troisième rang. En mai 1962, avec l’ancien Rybitwa, il visite les ports de la République démocratique allemande. Le D-46 a été retiré du service en 1970 et transformé en une barge de caserne non motorisée, désignée BK-2, stationnée à Świnoujście. En 1972, il a été installé sur terre sur la péninsule de Kosa dans le port de guerre de Świnoujście, destiné à un terrain d’entraînement au tir, mais en 1976, il part à la démolition. Il est découpé à la ferraille en 1981.